# World of Warcraft: Wrath of the Lich King
World of Warcraft: Wrath of the Lich King (zkráceně WotLK) je v pořadí 2. datadisk k fantasy MMORPG hře World of Warcraft. Byl oznámen na BlizzConu 3. srpna 2007. Vydán byl 13. listopadu 2008, 24 hodin po vydání se prodalo 2,8 milionu kopií hry, čímž se stala nejrychleji prodávaným herním titulem.

## Vlastnosti
- Maximální úroveň (level) zvýšena na 80.
- Nové hratelné povolání – Death Knight (rytíř smrti)
- Nový kontinent – Northrend
- Nová profese – Inscription
- Zvýšení skillu u profesí na 450
- Nové předměty, úkoly, monstra, dungeony, kouzla či zbraně
- Dobývací zbraně a zničitelné budovy v PvP ve world PvP teritoriu Lake Wintergrasp a battlegroundech The Isle of Conquest a Strand of the Ancients.
- Možnosti úprav vzhledu postav jako jsou změny účesů apod.
- Neinstancované battlegroundy (bojiště)
- Vylepšený engine
- Nové frakce
- Systém tzn. Achievements (hodnocení úspěchů) pro oba datadisky i původní obsah

## Northrend
Ke hře přibyl nový kontinent Northrend, který se nachází severně nad starými kontinenty Azerothu. Northrend je o trochu větší než Outland. Nalézá se zde sídlo bývalého paladina prince Arthase, který spojil svou duši i tělo s králem lichů a stal se tak novým vládcem temných sil. Je zde mnoho lokací, které jsou pro levely 68–80. I když je tento kontinent na severu, tak zde nepřevládá jen sníh, ale jsou zde i nezasněžené lokace jako jsou Grizzly Hills a Howling Fjord a dokonce kotlina Scholazar Basin s tropickým počasím.

## Hero Class – Death Knight
Po dosažení levelu 55 u jedné postavy je možné vytvořit postavu s hero povoláním – Death Knight (rytíř smrti). Hráč může mít pouze jednoho Death Knighta na účtu a realmu. Death Knight může používat téměř všechny typy zbraní (obouruční zbraně, dvě jednoruční zbraně, kopí, meče, kladiva). Death Knight nemůže používat štít. Co se týče zbroje, Death Knight může nosit všechny typy oblečení a zbroje (plátovou zbroj, kovovou zbroj, látkovou zbroj a koženou). Nejvýhodnější pro něj je zbroj plátová, má vysokou odolnost a vydrží spoustu ran. Po založení Death Knighta hráč začíná na 55 úrovni se začátečnickou výbavou a plní úkoly. Hráč se učí za novou postavu hrát. Děj se odehrává v minulosti, v Eastern Plaguelands. Po splnění posledního úkolu, kde za svojí postavu zabijete velkého Patchwerka, máte možnost pokračovat ve zlepšování své postavy a zvyšování úrovní.

## Inskripce
Inskripce umožňuje hráči vylepšovat nebo měnit efekty stávajících kouzel (glyphy, na úrovni 80 může každý hráč mít 3 hlavní a 3 "vedlejší" v jedné talentové větvi), či vytvářet svitky, které dočasně zlepší vlastnosti postavy.

## Nové instance
Wrath of The Lich King přinesl do světa Azerothu nové výzvy v podobě nových instancí a raidů. Podle vzoru předchozího datadisku The Burning Crusade jsou raidy pro 10 a 25 lidí. Přináší navíc možnosti hrát je v takzvaném Heroic módu (hráči používají zkratku HC).
Nové instance pro 5 lidí (všechny mají heroic mód pro level 80)
- Caverns of Time: The Culling of Stratholme
- Crusaders' Colloseum: Trial of the Champion
- The Nexus: The Oculus
- Ulduar: Halls of Lightning
- Utgarde Keep: Utgarde Pinnacle
- Ulduar: Halls of Stone
- Gundrak
- The Violet Hold
- Drak'Tharon Keep
- Ahn'kahet: The Old Kingdom
- Azjol-Nerub
- The Nexus
- Utgarde Keep
- Forge of Souls (přístupné až v ICC – Icecrown Citadel – sezóně)
- Pit of Saron (též až s ICC)
- Halls of Reflection (stejně jako předchozí dva)

Nové instance pro raidy
- Icecrown Citadel (má volitelný heroic mód, který může dát vůdce raidu, který zabil Lich Kinga na normální obtížnost) může se jít 10n 10hc 25n 25hc
- Naxxramas (redesignovaný raid z původního World Of Warcraft) může se jít 10n 25n
- Onyxia's Lair (došlo k redesignu a vyvážení pro lvl 80) 10n 25n
- Crusaders' Colloseum: Trial of the Crusader může se jít 10n 10hc 25n 25hc
- The Eye of Eternity může se jít 10n 25n
- The Obsidian Sanctum může se jít 10n 25n OS má specifickou obtížnost kde si vůdce raidu zvolí kolik bude na straně bosse bojovat draků 0D 1D 2D 3D.
- Ulduar může se jít 10n 25n
- Vault of Archavon může se jít 10n 25n padají převážně pvp věci
- The Ruby Sanctum 10n 25n

## Achievements
Jde o tzv. systém úspěchů ve hře. Pokud achievement získáte (např. zabijete nějakého bosse), ozve se speciální zvuk a na obrazovce a v chatu se vám achievement ukáže. Za většinu achievementu nejsou udělovány žádné odměny, pouze achievement pointy, ale za některé lze získat např. titul, mounta, peta apod. Jsou rozděleny na několik kategorii od general, PvE, PvP, až po reputace nebo questy. Poslední skupinou jsou Feats of Strength (FoS). Jedná se o speciální achievementy, které lze získat pouze jednou (např. získání cenného mounta, nebo za složení legendárního předmětu), nebo zabití bosse v instancích, které již v dalším datadisku nebo v dalším patchu zabít nelze. Počet achievementů se neustále zvyšuje a ve hře je již okolo 1000 achievementu.

## Příběh datadisku Wrath of The Lich King
Příběh expanze Wrath of The Lich King přináší hráčům nový kontinent Northrend, kde se formuje nová hrozba, která ohrožuje svět Azeroth.
Lich King procitl ze svého spánku a buduje novou armádu nemrtvých, se kterými chce ovládnout celý Azeroth a podmanit si všechny a vše své vůli.
Hrdinové Azerothu tak mají nový úkol, kterým je porazit tuto hrozbu dříve, než se rozšíří řady Lich Kingovy armády a vyrazí na své tažení.
Příběh expanze se ve své finální fázi pohybuje okolo místa zvaného Icecrown citadel, kde sídlí sám Lich King a jeho nejmocnější stoupenci.
Zde se setkává hráč s řádem Argent Crusade pod vedením Tiriona Fordringa, který vytáhl proti Lich Kingovi a hledá mocné hrdiny Azerothu,
kteří by mu v tomto nelehkém úkolu pomohli.
Těmito hrdiny se stávají hráči, kteří spolu s vůdci Aliance, Hordy a nestranné Argent Crusade postupují citadelou vstříc vrcholu, kde se nachází Lich King.
Po poražení všech stoupenců Lich Kinga nakonec stanou hráči tváří v tvář hlavnímu oponentovi expanze Lich Kingovi spolu s Tirionem Fordringem.
Po dlouhém boji dojde na finální fázi, kde všichni hrdinové zemřou rukou Lich Kinga, který je začne oživovat jako své nové nejmocnější stoupence.
Tomu však učiní přítrž Tirion Fordring, který svým svatým mečem Ashbringerem při mocném úderu roztříští runový meč Frostmourne Lich Kinga a zasadí mu smrtelnou ránu.
Hráčům se tak naskytne pohled finálního filmu, který vysvětluje existenci Lich Kinga a také naskýtá pohled na umírajícího Lich Kinga, který opustí tělo Arthase Menethila a nechá jej v poklidu odejít.

## Hlavní oponent Lich King
Hlavním oponentem expanze Wrath of The Lich King je postava Arthase Menethila, který je posedlý vlivem orkského černokněžníka Ner Zhula.
Spojením těchto dvou osobností, tedy orkského černokněžníka a jeho hostitele vzniká postava jménem Lich King.
Lich King je finálním oponentem (bossem) instance Icecrown citadel.
Tuto instanci je možné procházet ve 4 obtížnostech (10 hráčů, 10 hráčů Heroic, 25 hráčů a 25 hráčů Heroic).
Podle složitosti se pak odvíjí stav Lich Kingových bodů zdraví (HP).
10 hráčů – 17 431 250 HP
10 hráčů Heroic – 29 458 812 HP
25 hráčů – 61 009 376 HP
25 hráčů Heroic – 103 151 168 HP
Souboj s Lich Kingem je rozdělený do 3 fází s přechody v půlce každé fáze.

## Frostmourne a Ashbringer
Primárními zbraněmi konfliktu v Icecrown citadel jsou dvě slavné čepele a zároveň protiklady, které se střetnou.
Temný runový meč Frostmourne , který obsahuje duši Ner Zhula a mnoha obětí Lich Kinga, je čepelí, která slouží jako vězení pro tohoto orkského černokněžníka a zároveň jako nástroj Lich Kingovi moci.
Jeho protipólem je meč vytvořený z krystalu obsahující čisté svaté světlo ukovaný v srdci Ironforge trpaslíky, jenž slouží jako nejmocnější zbraň proti nemrtvým.
Temný runový meč však nevydržel nápor energie světla a díky jeho moci se roztříštil na několik úlomků, které hráči poté mohou v celé instanci nacházet a vytvořit z nich mocnou zbraň Shadowmourne.
Meč Ashbringer se však v herním světě stal dostupný až s nástupem datadisku Legion.